# ناوكي واكو
ناوكي واكو (باليابانية: 輪湖 直樹) (26 نوفمبر 1989 في توريده في اليابان – )؛ هو لاعب كرة قدم ياباني سابق كان يلعب كمدافع.

## وصلات خارجية
- ناوكي واكو على موقع رابطة كرة القدم اليابانية للمحترفين (اليابانية)
- ناوكي واكو على موقع قاعدة بيانات كرة القدم.إي يو (الإنجليزية)
- ناوكي واكو على موقع Soccerway.com (الإنجليزية)
- ناوكي واكو على موقع عالم كرة القدم.نت (الإنجليزية)
- ناوكي واكو على موقع كووورة